# Celosterna stolzi
Celosterna stolzi är en skalbaggsart som beskrevs av Conrad Ritsema 1911. Celosterna stolzi ingår i släktet Celosterna och familjen långhorningar. Inga underarter finns listade.